# إدغار ويليمز
إدغار ويليمز هو عالم موسيقى بلجيكي، ولد في 13 أكتوبر 1890 في لاناكن في بلجيكا، وتوفي في 18 يونيو 1978 في جنيف في سويسرا.